# Stupid Hoe
«Stupid Hoe» es una canción interpretada por la cantante y rapera Nicki Minaj. Se lanzó el 20 de diciembre de 2011, como el sencillo promocional de su primera reproducción extendida, Pink Friday: Roman Reloaded. Fue producido por Diamond Kuts, acreditado como T. Dunham. Fue grabado un vídeo musical para la canción y fue dirigido por Hype Williams. El vídeo rompió el récord de mayor entradas por un artista en 24 horas en su lanzamiento. La semana después del lanzamiento, debutó en Billboard Hot 100 en el número 81. Actualmente se encuentra en el número 59 en dicha lista.

## Antecedentes y composición
«Stupid Hoe» fue lanzado como el segundo sencillo promocional, dos semanas después del lanzamiento de «Roman in Moscow». La canción cuenta con la producción de Tina Dunham y ha sido escrito por Dunham y Minaj.
«Stupid Hoe» se describe como un himno a las mujeres que odian a Minaj. cuenta con dos rápidas palmadas de batería y extraños efectos de sonido «chirriante», con Minaj realizando en un estilo de rap rápido. En la canción, Minaj da consejos en su actuación en la Superbowl de 2012 en las líneas: "Put ya cape on, you a super hoe/2012, I’m at the Super Bowl" — en español — "Ponte una capa, eres una súper zorra/2012, estaré en el Super Bowl". Minaj también hace referencia a Brad Pitt (corona de la reina del rap), Angelina Jolie (Nicki Minaj) y Jennifer Aniston (Lil' Kim). En comparación con el sencillo «I Get Crazy» del mixtape Beam Me Up Scotty (2009), Erika Ramírez de Billboard comento Minaj tiene fuertes impulsos a lo largo del tiempo rivaliza a Lil 'Kim, indicando que "Bitch talkin' she the queen when she looking like a lab rat," — en español — "La perra dice ser la reina, cuando se parece más a una rata de laboratorio", sólo para cantar más adelante en el outro de la canción "Stupid hoe is my enemy/ Stupid hoe is so bad/ Stupid hoe should have be-friended me/ Then she could have probably came back." — en español —"La zorra estúpida es mi enemiga/ La zorra estúpida es muy mala / La zorra estúpida debería ser mi amiga / Entonces podría regresar." Minaj gruñe «ferozmente», diciendo "Esta estúpida zorra es mi hija y yo no quiero custodia" La canción cuenta con Minaj cantando las palabras «Estúpida Zorra» con la voz falsete. Vocalmente, Minaj realiza sus versos en diferentes tonos, en forma lenta, rápida y extendiendo algunas sílabas, similares al remix del sencillo de Big Sean «Dance (A$$)». La canción termina con Minaj diciendo "Yo soy la versión femenina de Weezy", una línea de su pasado sencillo «YU Mad» con Lil Wayne y Birdman.
La versión del álbum es un poco diferente que el sencillo, ya que la introducción es diferente y la palabra «Hoe» no está censurado en el sencillo.

## Recepción
Describiendo la canción, Robbie Daw felicitó las "acrobacias que riman" como "interesantes" y bromeó acerca de llamar a la canción "linda". Erika Ramírez de Billboard le dio una crítica positiva.
Kyle Anderson de Entertainment Weekly describió la canción como "minimalista". Mike Barthel de The Village Voice describió la canción como "débil".

## Vídeo musical

### Filmación
El video musical de «Stupid Hoe» fue dirigido por Hype Williams y fue filmado el 19 de diciembre y 20 de diciembre de 2011. Lanzado a través del VEVO de Minaj el 20 de enero de 2012. Antes de la divulgación del vídeo, Minaj reveló a través de Twitter que el estreno del video debe ser visto en su forma explícita, diciendo que "No se puede estrenar en una red de b/c, ya que es importante que mi arte no sea manipulado, o en peligro antes de que lo vean por vez primera ". Safaree Samuels pareja de mucho tiempo de Minaj, también conocida como SB, hace un cameo en el video, con una camisa promoviendo Pink Friday: Roman Reloaded con la fecha de lanzamiento 14 de febrero de 2012.

### Trama
El video comienza con un primer plano de la boca Minaj sincronizando las palabras de la canción como fondo y el color de sus labios cambian al ritmo de la canción. Las escenas de los bailarines saltan la soga con Minaj y los nombres de Hype Williams se intercalan con rapidez con la escena. Minaj se muestra entonces tirando de su pierna por encima de la parte posterior de la cabeza, mientras que usa el ojo azul, claramente imitando la portada del álbum de Grace Jones Life Island (1980).
Minaj después se muestra Sentada en un Lamborghini Aventador color rosa, notablemente evitando el contacto visual con la cámara. A medida que el coro de la canción comienza, continúa, con Minaj gruñendo a la cámara y un maniquí con figura «voluptuosa». Adornado con ropa de color rosa, Minaj sigue el rap de las letras de las canciones con una peluca rizada color rosa, y una cola de caballo apretada. En la segunda estrofa se muestra en una jaula, haciendo referencia a Shakira en «Loba». el video continua con Minaj usando enormes pestañas postizas. Como Minaj continua los extremos del vídeo, Minaj se ve adornada con ropa niños mientras estaba parado en una silla rosada más grande, como una referencia a Jessie J en «Price Tag». Mientras la cámara se acerca a Minaj, sus ojos comienzan a crecer de una manera animada, haciendo referencia a Lady Gaga en «Bad Romance». Sara Toro señaló que Minaj se inspira en las muñecas Bratz en la escena, y posteriormente aparece con una paleta de caramelo haciendo referencia a Katy Perry en «California Gurls». Como el video se acaba, el clip muestra el Superbowl 2012 con el color de salpicaduras en el fondo, en referencia a la portada del álbum de Pink Friday: Roman Reloaded, y se cierra con Minaj acostado en la jaula con calma después de terminar una danza excéntrica.

## Posicionamiento en listas

### Listas semanales
| Lista (2011-2012)                                 | Mejor posición |
| ------------------------------------------------- | -------------- |
| Canadá (Canadian Hot 100)                         | 87             |
| Corea del Sur (South Korea International Singles) | 56             |
| Reino Unido (UK Singles Chart)                    | 63             |
| Reino Unido (UK R&B Singles Chart)                | 46             |
| Estados Unidos (Billboard Hot 100)                | 59             |
| Estados Unidos (Hot R&B/Hip-Hop Songs Billboard)  | 53             |